# Mother Jones
Mary G. Harris Jones, znana kot Mati Jones (ang. Mother Jones), ameriška učiteljica, šivilja, družbena aktivistka in socialistka, * 1. avgust 1837, Cork, Irska, † 30. november 1930, Silver Spring, Maryland, ZDA.
Poznana je kot borka za delavske pravice, borka za pravice otrok, sindikalistka in družbena aktivistka. S sindikalizmom se je seznanila preko svojega soproga Georga E. Jonesa, resneje pa se je začela boriti za pravice delavcev po letu 1867, ko so ji zaradi epidemije rumene mrzlice umrli njen mož. Leta 1781 je v Velikem požaru v Chicagu do tal pogorela še njena oblačilnica. Takrat je postala organizatorica Vitezov dela in Sindikata rudniških delavcev. Od leta 1897 dalje je bila znana kot Mati Jones. Leta 1903 je v znak protesta zaradi ohlapnega izvrševanja zakonov o otroškem delu v rudnikih in predilnicah svile v Pensilvaniji organizirala otroški pohod iz Filadelfije do doma predsednika Theodorja Roosevelta v New Yorku.

## Zgodnje življenje
Mary G. Harris se je rodila na severni strani mesta Cork na Irskem, bila je hčer Richarda Harrisa in Ellen Harris. Mary Harris in njena družina so bile žrtve Velike lakote, prav tako tudi številne druge irske družine. Ta lakota je prisilila več kot milijon družin, vključno s Harrisovimi, da se je izselila v Severno Ameriko, ko je bila Mary stara deset let.

## Ustvarjalna leta
Mary je bila še najstnica, ko se je njena družina izselila v Kanado. Mary ni končala šole v Torontu, vendar je bila dovolj usposobljena, da je 31. avgusta 1859 v starosti 23 let zasedla učiteljski položaj v samostanu v Monroe v Michiganu. Leta 1861 se je poročila z Georgeom E. Jonesom, članom in organizatorjem Nacionalne livarske zveze. Izguba moža in njunih štirih otrok leta 1867 med epidemijo rumene mrzlice v Memphisu je pomenila prelomnico v njenem življenju, zato se je preselila nazaj v Chicago. Štiri leta pozneje 1871 je v Velikem požaru v Chicagu izgubila dom, trgovino in imetje. Po njeni avtobiografiji je to privedlo do tega, da se je pridružila Vitezom dela. Začela je organizirati stavke in proteste, ki pa sprva niso uspeli. Vitezi dela so v glavnem privabljali moške, toda do sredine desetletja je število članov poskočilo na več kot milijon in tako postala največja delovna organizacija v državi. Haymarketski izgred iz leta 1886 je povzročil propad Vitezov dela, ko je neznana oseba vrgla bombo med čikaško policijo in stavkajoče delavce. Umrlo je 7 policistov in 11 protestnikov. Protest so organizirali lokalni anarhisti. Ko so Vitezi prenehali obstajati, se je Mary Jones povezala predvsem s Sindikatom rudniških delavcev (UMW). Pogosto je vodila stavke UMW in spodbujala delavce, da naj ostanejo na stavki, ko je prišla policija. Približno v tem času so se stavke bolje organizirale in so začele prinašati boljše rezultate, kot je boljše plačilo delavcem. Na njena politična stališča so morda vplivali stavka železnic leta 1877, delavsko gibanje v Chicagu, afera Haymarket in gospodarska recesija v letu 1886. Dejavna je bila kot organizatorka in vzgojiteljica v stavkah po vsej državi, zlasti pa je sodelovala z UMW in Socialistično stranko Amerike. Jones je bila ideološko ločena od mnogih aktivistk zaradi svoje nenaklonjenosti do volilnih pravic žensk. Nasprotovala je mnogim aktivistkam, ker je menila, da je bolj pomembna osvoboditev delavskega razreda. Do 60. leta je prevzela persono "Mother Jones", ker je trdila, da je starejša, kot je v resnici bila. Nosila je zastarele črne obleke in se sklicevala na moške delavce, ki so ji pomagali kot "njeni fantje". Prvo sklicevanje nanjo kot Mother Jones je bilo leta 1897.

## "March of the Mill Children"
Leta 1901 so delavci v pensilvanskih tovarnah svile stavkali. Med njimi je bilo mnogo mladih žensk, ki so zahtevale izplačilo plač za odrasle. Popis iz leta 1900 je razkril, da je bila šestina ameriških otrok, mlajših od šestnajst let zaposlena. Jones se je vse življenje borila proti otroškemu prisilnemu delu. Uvidela je, da otroci živijo v pretežkih razmerah, zato se je želela srečati s predsednikom. Dovoljenje za srečanje s predsednikom Rooseveltom je njegov sekretar zavrnil in je predlagal, da Jones naslovi pismo na predsednika, v katerem naj zahteva obisk pri njem. A na njeno pismo predsedniku ni nikoli prejela odgovora. Knjiga iz leta 2003 Kids on Strike! podrobno opisuje njeno otroško križarsko vojno.

## Aktivizem in kazenske ovadbe
Med stavko Paint Creek – Cabin Creek leta 1912 v Zahodni Virginiji je bila aretirana 13. februarja in privedena pred vojaško sodišče. V kazenskem domu je bila obsojena na dvajset let. Med hišnim priporom v penzionu gospe Carney je zbolela za hudo obliko pljučnice. Nekaj mesecev po izpustu je pomagala organizirati rudarje premoga v Koloradu v stavki Združenih rudarskih delavcev Združenih držav Amerike proti družbi Colorado Fuel and Iron. Ponovno so jo aretirali, prestajala je čas zapora v bolnišnici San Rafael. Po pokolu v Ludlowu v Koloradu so jo povabili, da se osebno sreča z lastnikom rudnika Ludlow Johnom D. Rockefellerjem mlajšim. Sestanek je vplival na začetek uvajanja različnih reform v letu 1915.

## Kasnejša leta
Jones je v 1920-ih letih ostala sindikalna organizatorka UMW in je še naprej govorila o sindikalnih zadevah skoraj vse do smrti. Svoja poročila o svojih izkušnjah delavskega gibanja je izdala kot Življenje Matere Jones (The Autobiography of Mother Jones, 1925). V poznejših letih je Jones živela s prijateljema Walterjem in Lillie May Burgess na kmetiji v sedanjem  Marylandu. Tam je 1. maja 1930 praznovala svoj samooklicani 100. rojstni dan. Konec avgusta 1921 je skušala preprečiti, da bi rudarji vkorakali v okrožje Mingo. Nasprotovala je oboroženemu pohodu, zato se je pojavila na liniji pohoda in jim rekla, da naj gredo domov. Trdila je, da ima v roki telegram predsednika Warrena Hardinga, ki bo ponujal delo za odpravo zasebne policije v Zahodni Virginiji, če se bodo vrnili domov. Ker ni bilo dokazov za ta telegram, so ga označili za ponaredek, Jones je zapustila kamp in naj bi doživela živčni zlom. Umrla pa je 30. 11. 1930.

## Zapuščina
·         Znana po tem, da je v delavski boj vključila žene delavcev, nasprotovala je ženskim volitvam in vztrajala, da je žensko mesto doma. Bila je v bistvu individualistka, ki se je odločila, da bo zadnjih 30 let dolgega življenja posvetila tematiki delavskega razreda.
 
· Jones je izgovorila besede, ki jih podporniki zveze Sindikata rudniških delavcev (UMW) še vedno uporabljajo: "Pray for the dead and fight like hell for the living".

· Revija Mother Jones je bila ustanovljena v sedemdesetih letih.

· Osnovna šola Mary Harris "Mother" Jones v Adelphiju v Marylandu. 

· Od leta 1984 je v Nacionalni ženski dvorani slavnih. 

· Država Zahodna Virginija se spominja zaprtja Mother Jones z oznako na avtocesti, saj je tam preživela svoj 84. rojstni dan.